# Jakob Haibel
Johann Petrus Jakob Haibel ou Haibl, né le 20 juillet 1762 à Graz, en Styrie et mort le 24 mars 1826 à Diakowar, en Slavonie ) est un compositeur, ténor et chef de chœur autrichien.
On ne sait rien de la formation qu'il a reçue. En 1789, il apparaît comme acteur et chanteur au Theater auf der Wieden de Vienne, dirigé par Emanuel Schikaneder. Comme ténor, il est Monostatos dans Das Labyrinth oder Der Kampf mit den Elementen. Der Zauberflöte zweyter Theil (en). Il compose plusieurs pièces musicales et opérettes pour le théâtre.
Avant la mort de sa première épouse Katharina en 1806, il quitta Vienne avec sa fille Rosalia et devient maître de chapelle (Domkapellmeister (de)) de l'évêque de Archidiocèse de Đakovo-Osijek à Diakovar en Slavonie. Le 7 janvier 1807, il épouse à Diakovar la chanteuse et belle-soeur de Mozart Sophie Weber, qu'il avait probablement rencontrée à Vienne.
En 1796, Haibel connaît son plus grand succès de compositeur avec l'opéra comique Der Tyroler Wastel basé sur un livret de Schikaneder, qui est joué 118 fois au Freihaustheater et dont les duos Tyroler sont souvent si drôles et joyeux devint très populaire. Le Menuet à la Viganò de son ballet Le nozze disruptate a servi de base à Beethoven pour ses Douze Variations (WoO 68). En tant que Domkapellmeister de la cathédrale de Diakowar, il a composé au moins seize messes.

## Œuvres
- Le nozze disturbate oder die unterbrochene Hochzeit, Ballett, 1795
- Der Einzug in das Feindesquartier, Singspiel, um 1795
- Der Tyroler Wastel, komische Oper, 1796
- Östreichs treue Brüder, oder Die Scharfschützen in Tirol, oder Der Landsturm (Fortsetzung des Tiroler Wastels), Singspiel, 1797
- Das medizinische Kollegium, komische Oper, 1797
- Astaroth, der Verführer, Oper, um 1798
- Papagei und Gans oder die cisalpinischen Perrücken, Singspiel, 1799
- Alle neun und ins Zentrum, Operette, 1803
- Der kleine Cesar oder Die Familie auf dem Gebirge, Schauspiel mit Gesang, 1804
- Das Scheibenschießen oder Die ausgespielten Bräute, Singspiel, 1804
- Der Hungerthurm oder Edelsinn und Barbarey der Vorzeit, Schauspiel mit Gesang, 1805
- Die Entstehung des Arlequins und der Arlequinette, Pantomime, 1805